# 四角化扭棱立方體
在幾何學中，四角化扭棱立方體是一種凸多面體，由正三角形和等腰三角形組成，是一種康威多面體，其對偶是截角五角化二十四面體。
四角化扭棱立方體有140個面、210個邊和72個頂點，其可以由扭棱立方體經過扭棱變換而構造。